# Letiště Jihlava
Letiště Jihlava, známé též jako Jihlava – Henčov, je veřejné vnitrostátní letiště ležící na Moravě, 4 km severovýchodně od intravilánu Jihlavy při hranici s Čechami, poblíž místní části Henčov.
Letiště leží v nadmořské výšce 555 m, současná vzletová dráha: 10/28. Součástí letiště je i prostor pro provoz leteckých modelářů.
Frekvence RADIO je 123,490.

## Historie
První starty se na letišti odehrály v roce 1950, během padesátých let byl potom postupně dobudován zděný hangár a vybavení letiště. Letiště je majetkem města Jihlava, provozuje jej Aeroklub Jihlava. Na letišti je v provozu Bum bej bar.

### Navrhovaný rozvoj letiště
V letech 2014 – 2016 proběhla diskuse o možném rozvoji letiště, jehož hlavní součástí měla být zpevněná přistávací dráha. Ta měla být dlouhá 1300 metrů, umožnila by téměř celoroční přistávání malých letadel, což je na travnaté dráze nemožné. Zamýšlená modernizace letiště měla pomoci především místním firmám, rozvoji letecké turistiky i záchranářům. Se stavbou zpevněné dráhy nesouhlasila část obyvatel okolních obcí, kteří se obávali dopadů zesíleného provozu na letišti, proti stavbě vznikla i petice.